# واکسن مننژیت

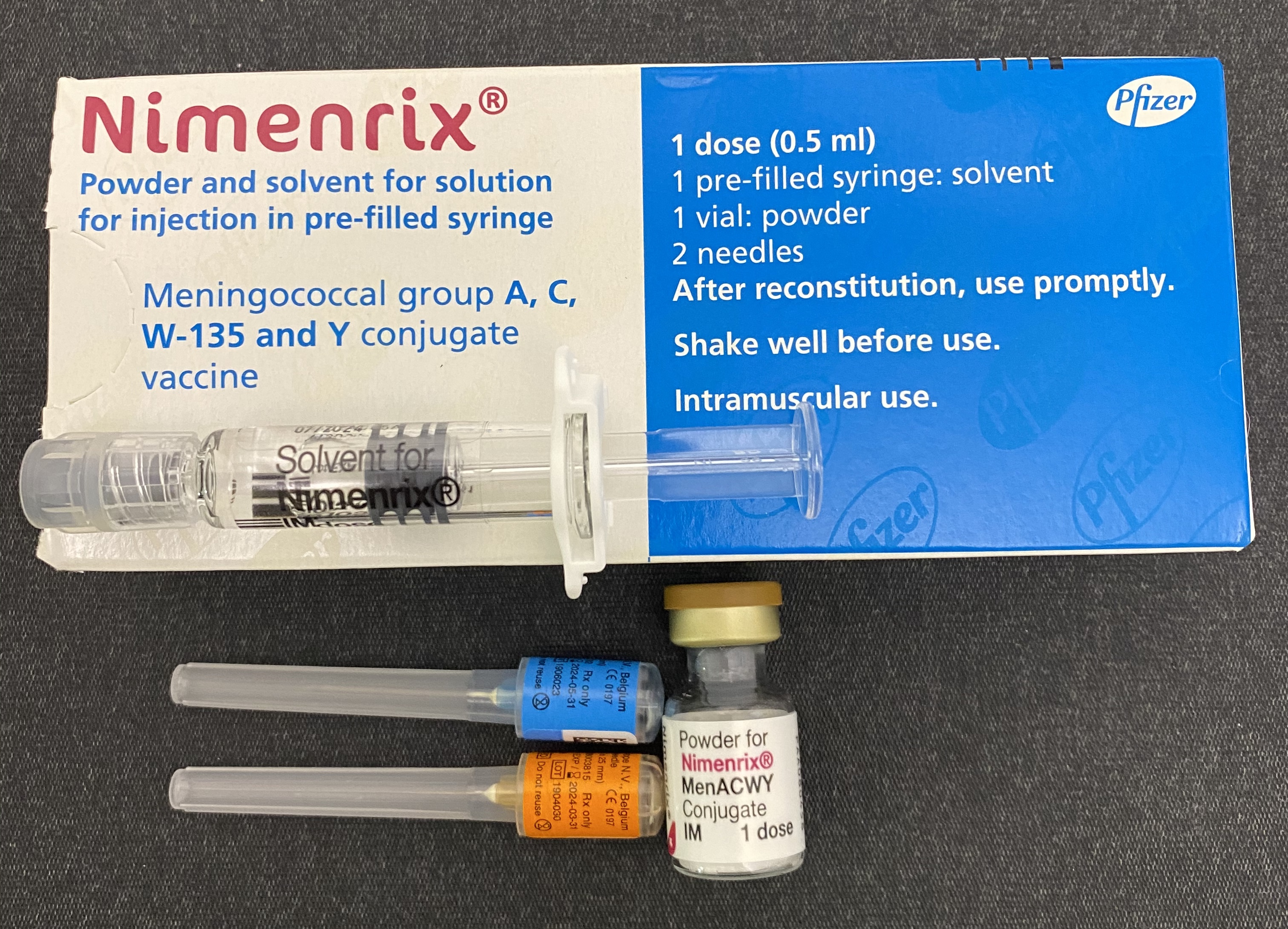
واکسن مننگوکوک ساخته شرکت فایزر

واکسن مننژیت (به انگلیسی: Meningococcal vaccine) به واکسنهایی گفته می‌شود که ازبیماریهای عفونی مننژیت که عامل ایجاد آنها نایسریا مننژیتیدیس است پیشگیری می‌کنند. انواع گوناگون واکسن برای پیشگیری از گونه‌های A ,C , W ۱۳۵ و Y به کار می‌روند. واکسنها بین ۸۵ تا ۱۰۰ در صد ایمن‌سازی کرده و تا دو سال دوام دارند.واکسن مننژیت به روش تزریق عضلانی یا زیر جلدی داده می‌شود. واکسن به دوشکل پلی ساکاریدی و کانژوگه وجود دارد که واکسن کانژوگه ایمنی بیشتری نسبت به واکسن پلی ساکاریدی دارد واکسن بهتر است از ۴ گونه باکتری نایسریا مننژیت تولید شود تا فرد در برابر هر گونه باکتری مننژیت ایمن باشد 